# 斯坦利·吉本斯

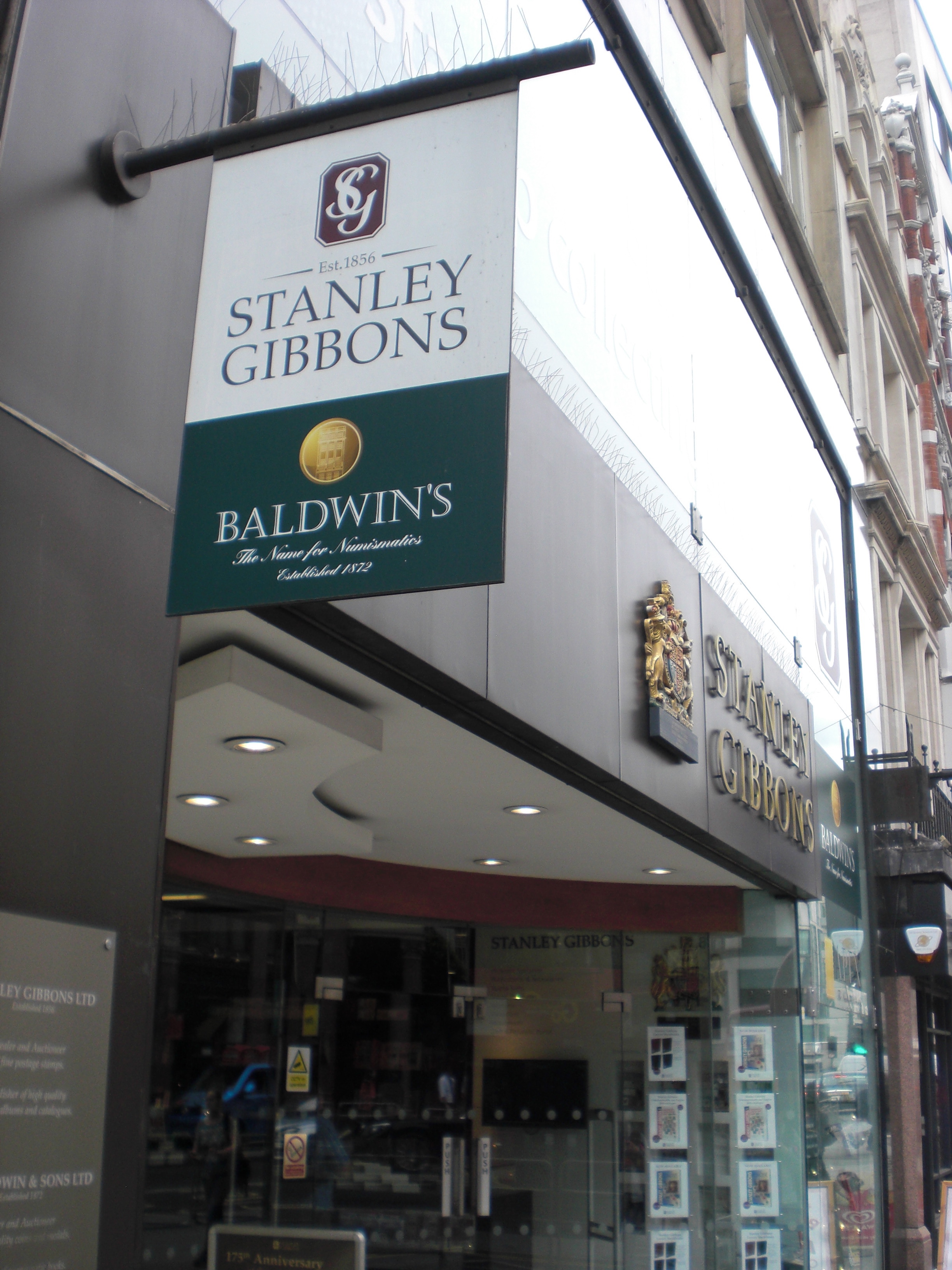
河岸街的店面

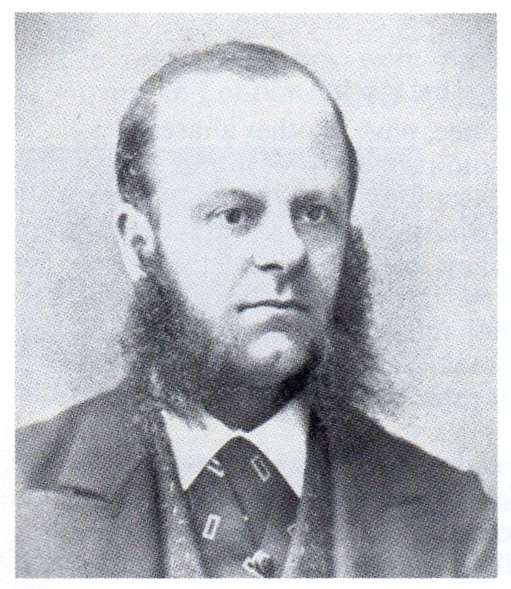
愛德華·斯坦利·吉本斯（1840-1913）

斯坦利·吉本斯集團公司（Stanley Gibbons Group plc）是英國倫敦的一家郵票公司，出售各種郵票及周邊產品，愛德華·斯坦利·吉本斯自1856年開始在普利茅斯的父親的藥店裡開始售賣郵票，1891年3月6日在倫敦的河岸街正式開店。
該公司在1914年和2014年分別獲得喬治五世和伊麗莎白二世的皇家认证。《吉本斯郵票月刊》（Gibbons Stamp Monthly）和斯坦利·吉本斯郵票圖鑒由該公司出版。

## 外部連接
- 官方网站